# Neuruppin
Neuruppin är en stad och distriktshuvudort i Landkreis Ostprignitz-Ruppin som tillhör förbundslandet Brandenburg i Tyskland. Staden är belägen vid Ruppiner See och floden Rhin, omkring 60 km nordväst om Berlin.

## Geografi

### Administrativ indelning
Staden Neuruppin indelas administrativt i följande stadsdelar:
- Neuruppins stadskärna
- Alt Ruppin
- Buskow
- Gnewikow
- Gühlen-Glienicke
- Karwe
- Krangen
- Lichtenberg
- Molchow
- Nietwerder
- Radensleben
- Stöffin
- Wulkow
- Wuthenow

## Historia

### Alt Ruppin
Spår av bosättningar i trakten finns belagda sedan yngre stenålder.  Staden uppstod ursprungligen som en slavisk bosättning omkring en borg i den äldsta staden, nuvarande Alt Ruppin ("gamla Ruppin") vid norra änden av Ruppiner See. Efter att området erövrats av tyska furstar, bland andra Albrekt Björnen, byggdes år 1214 en större borganläggning vid sjön. Norr om borgen växte en bosättning och marknadsplats fram.

### Neuruppin
Något senare under 1200-talet lät greven av Lindow-Ruppin grunda en ny stad vid sjöns västra strand. Denna övertog namnet Ruppin och utgör stadskärnan i dagens Neuruppin. I staden grundades 1246 ett dominikanerkloster, det första öster om Elbe, och Neuruppin kom snabbt att bli en av de största och viktigaste städerna i de nykoloniserade områdena i nordöstra Tyskland. Staden hade en kvadratisk form med en sida på omkring 700 meter, och omgavs av en stadsmur som till stora delar är bevarad idag. Stadens latinskola omnämns första gången 1365.
Efter att den grevliga ätten Lindow-Ruppin dog ut 1524 återgick Neuruppin till kurfurstendömet Brandenburg. Stadens kloster upplöstes i samband med reformationen och skänktes av kurfursten Joakim I av Brandenburg till staden år 1564.
Under 1700-talet fick staden betydelse som garnisonsstad, och mellan 1732 och 1740 var kronprinsen, sedermera kung Fredrik den store av Preussen kommendant för stadens infanteriregemente.
År 1787 ödelades större delen av staden i en stor stadsbrand, och återuppbyggdes med ett rätvinkligt gatunät i klassicistisk stil. Under 1800-talet blev staden bland annat känd för de bilderböcker som trycktes i staden, och Neuruppiner Bilderbogen blev ett etablerat begrepp. 1880 fick staden sin första järnvägsstation, och under slutet av 1800-talet och början av 1900-talet utvecklades staden till en viktig regional järnvägsknut. I Neuruppin anlades under första världskriget ett militärt flygfält.
Under Nazityskland deporterades och mördades omkring 90 judiska invånare i staden, och sedan 2003 har minnesstenar placerats ut i gatan till minne av dem. I staden fanns även en klinik som tjänade som mellanstation för Aktion T4, Nazitysklands organiserade mord på psykiskt sjuka och handikappade.
Staden kapitulerade för sovjetiska trupper 1 maj 1945 vilket ledde till att staden i jämförelse med andra städer i regionen klarade sig relativt väl undan förstörelse. Mellan 1952 och Tysklands återförening var staden huvudort i Kreis Neuruppin i Bezirk Potsdam. I staden fanns under den sovjetiska ockupationen och DDR-epoken en militärflygplats i stadens norra del, vilken efter protester från lokalbor stängdes 1989.  År 1993 införlivades Kreis Neuruppin med Landkreis Ostprignitz-Ruppin, även i fortsättningen med Neuruppin som administrativt säte.

## Kända Neuruppinbor
Till ortens mest berömda invånare räknas författaren och Brandenburgskildraren Theodor Fontane, samt den i Preussen stilbildande 1800-talsarkitekten Karl Friedrich Schinkel.  Politikern Johannes Kaempf föddes i Neuruppin och arkitekten Ferdinand von Quast i Radensleben, numera en stadsdel i staden.  Kungen Fredrik den store av Preussen var som kronprins mellan 1732 och 1740 kommendant för stadens garnison.
- Friedrich Buchholz (1768–1843), författare.
- Knut Deppert (född 1957), fysiker och professor i aerosolfysik vid Lunds universitet.
- Theodor Fontane (1819–1898), författare och apotekare.
- Wilhelm Gentz (1822-1890), konstnär.
- Jens-Peter Herold (född 1965), friidrottare, OS-bronsmedaljör på 1500 m.
- Uwe Hohn (född 1962), friidrottare, världsrekordspjutkastare.
- Hermann Hoth (1885–1971), general.
- Tatjana Hüfner (född 1983), tysk rodelåkare, guldmedaljör i vinter-OS 2010.
- Ferdinand Möhring (1816–1887), kompositör.
- Karl Friedrich Schinkel (1781–1841), klassicistisk arkitekt, stadsplanerare och konstnär.
- Adam Struensee (1708–1791), teolog och generalsuperindent för Schleswig-Holstein.
- Paul Beiersdorf (1836–1896), grundare av Beiersdorf AG och Nivea.

## Galleri

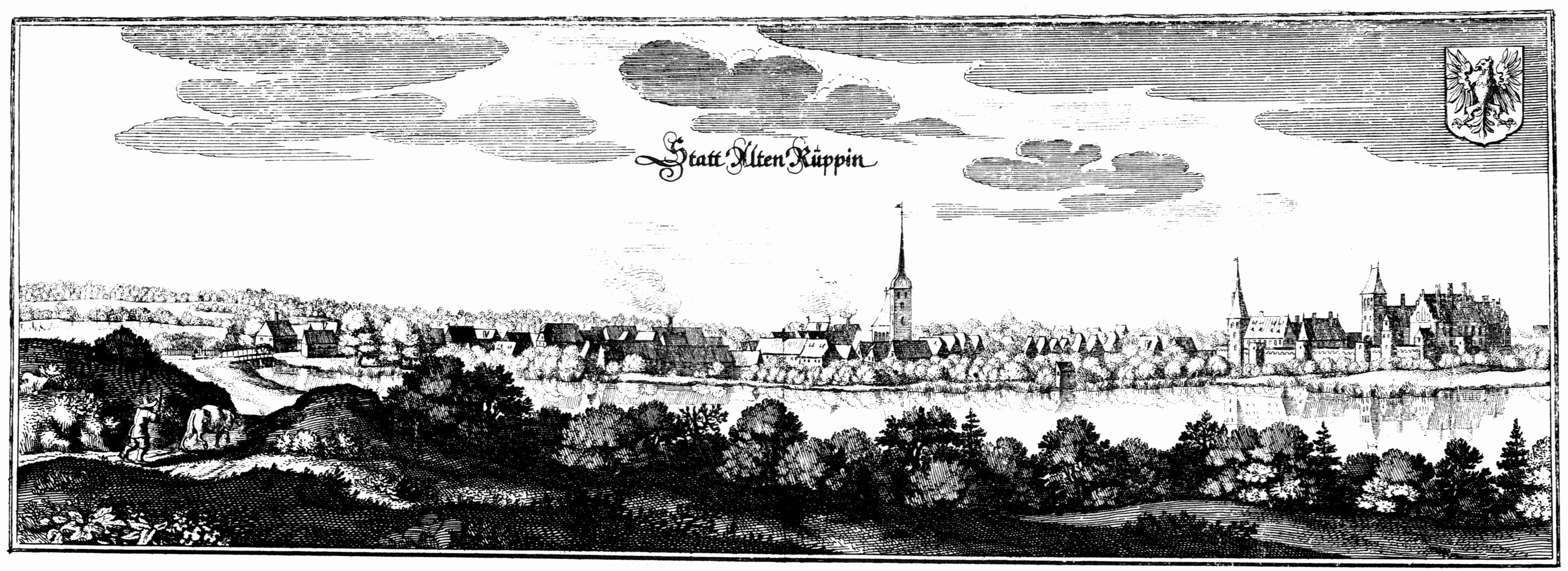
Alt Ruppin omkring år 1650.
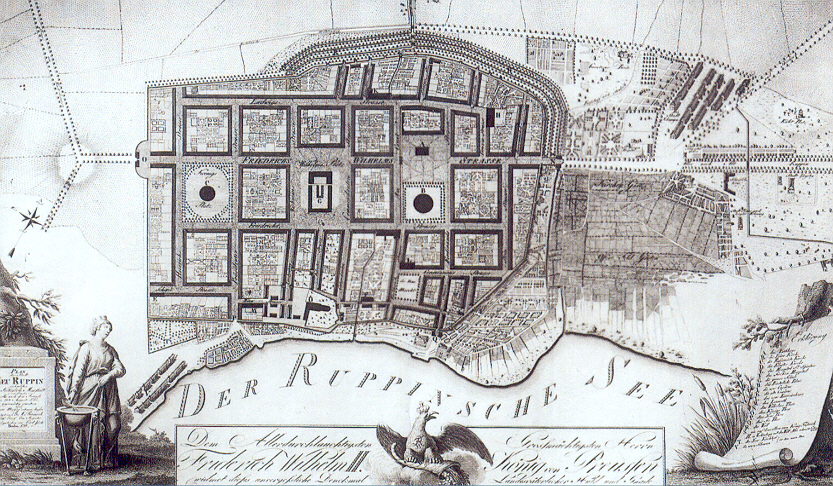
Nya stadsplanen 1789, efter den stora branden.
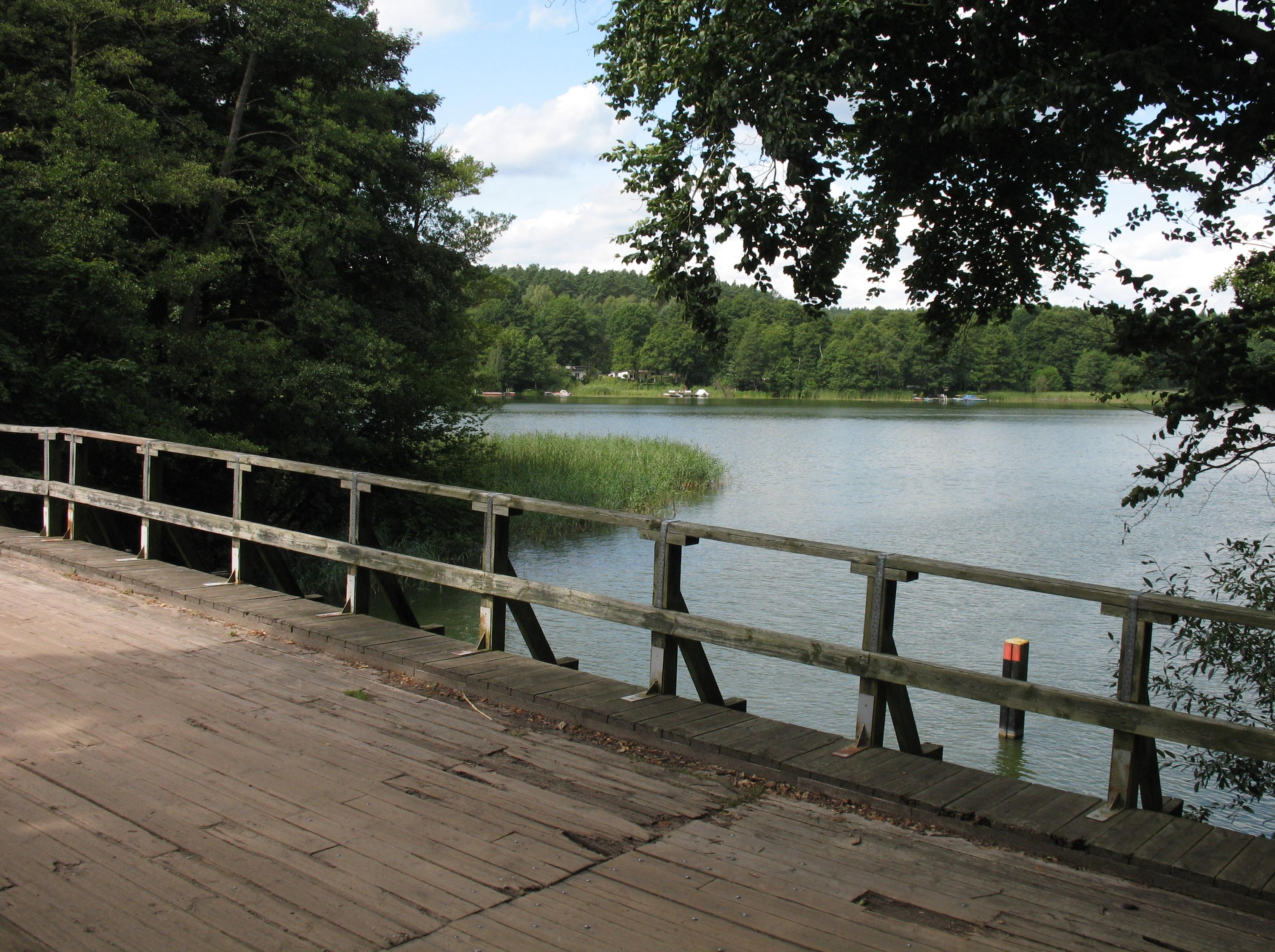
Zermützel